# Elke Brosch
Elke Brosch est une actrice allemande née en 1943.

## Biographie
Elle a joué au Distel en 1976-1977, alors en Allemagne de l'Est. 

## Filmographie

### Séries
- Polizeiruf 110
- Unbekannte Bürger

### Téléfilms
- 1981 : Schuleule Paula (de)
- 1985 : Sachsens Glanz und Preußens Gloria (de)

### Cinéma
- 1968 : Die Russen kommen
- 1971 : Karriere (1971) (de)